# Udo Arndt
Udo Arndt (* 4. Dezember 1948 in Arolsen) ist ein deutscher Musiker, Tonmeister und Produzent. Arndt lebt in Dénia, Spanien. Zwischen 1978 und 1990 produzierte Arndt sechzehn Alben, die sich in den deutschen Top 10 platzieren konnten.

## Werdegang
Nach Schule, Abitur und abgebrochenem Studium von Politikwissenschaft und Geschichte gründete Udo Arndt mit Freunden aus seiner Schulband The Safebreakers 1968 in Berlin die Band Orange Surprise, aus der 1969 Os Mundi wurde, die zwei Alben veröffentlichte. 1976 verließ Arndt Os Mundi und nahm eine Praktikantenstelle im Tonstudio des Evangelischen Rundfunkdienstes Berlin/ERD an. Um den Umgang mit den dort vorhandenen technischen Geräten zu üben, lud er ab 1977 regelmäßig Berliner Künstler und Bands in das ERD-Studio ein und machte kostenlose Demoaufnahmen für sie. Teilweise schnitt er in Westberliner Clubs Konzerte lokaler Bands mit einer Vier-Spur-Maschine mit.
Schnell sprach sich sein Talent herum und der Fotograf Günther „Jim“ Rakete, welcher gerade in Westberlin sein Musikmanagement aufgebaut und die Kreuzberger „Fabrik“ eröffnet hatte, wurde auf Arndt aufmerksam. Arndt arbeitete in der Folge mit mehreren Künstlern der „Fabrik“ für die Plattenfirmen CBS und RCA, von denen besonders Nena und Spliff sensationell erfolgreich wurden. Tonmeister Udo Arndt erhielt in den folgenden zwanzig Jahren einen Produktionsauftrag nach dem anderen, wodurch er in der Musikszene Deutschlands so etwas wie ein Pendant zu Conny Plank wurde.
Seit 2004 lebt Udo Arndt in Dénia, Spanien und arbeitet nur noch gelegentlich mit befreundeten Künstlern und Kollegen im eigenen „SOMA-Tonstudio“; „SOMA“ steht als Abkürzung für „Studio of Modern Arndt“.

## Produktionen
Zu den Erfolgsproduktionen von Arndt, der im Berliner „AUDIO-Tonstudio“ immer wieder als Tonmeister, Produzent oder Co-Produzent engagiert wurde, gehören unter anderem Alben von so unterschiedlichen Künstlern und Bands wie Nena, Rio Reiser, Ulla Meinecke, Heiner Pudelko & Interzone, Annette Humpe, Stephan Remmler, Curt Cress, Ton Steine Scherben, Spliff, Peter Holler, Alan Woerner, Rainbirds, Katharina Franck, Juliane Werding, Stefan Waggershausen, Pe Werner, Achim Reichel, Peter Hofmann, Bandits und Vanilla Ninja.
Für einige Produktionen verwendete Arndt das Pseudonym „Umberto Armati“. Er und der frühere Spliff-Keyboarder Reinhold Heil arbeiteten zusammen auch unter dem Namen „Die Kuhjaus“.

## Eigene Musik
Als Komponist war Udo Arndt vor allem mit dem Soundtrack des Katja-von-Garnier-Films "Bandits" erfolgreich, den er zusammen mit Peter Weihe schrieb und produzierte.